# UEFAチャンピオンズリーグ 1993-94 決勝
UEFAチャンピオンズリーグ 1993-94 決勝は、UEFAチャンピオンズリーグ 1993-94の決勝戦であり、39回目のUEFAチャンピオンズリーグの決勝戦である。1994年5月18日にギリシャ・アテネのオリンピックスタジアムで行われ、ミランが4年ぶり5回目の優勝を果たした。

## 試合

### 概要
バルセロナはロマーリオとフリスト・ストイチコフを擁し、圧倒的な攻撃力を誇っていた。一方のミランは守備的なチームであり、対照的なチーム同士の対戦となった。それでもヨハン・クライフ監督はバルセロナの完成度に自信を覗かせ、勝利を確信するコメントを残した。
ミランは守備の要である、フランコ・バレージとアレッサンドロ・コスタクルタの両センターバックを累積警告で欠いた。バレージのポジションにはマルディーニ、コスタクルタのポジションにはフィリッポ・ガッリ、左サイドバックには本来右サイドバックのクリスティアン・パヌッチが入った。また外国人枠の関係でジャン＝ピエール・パパンがベンチ外、他の主要メンバーではステファノ・エラーニオが怪我で欠場となった。一方のバルセロナは、国内リーグにおいては外国籍選手の試合出場は3選手までであったが、ベンチ入りは4人まで認められていたため、ミカエル・ラウドルップを含め、4人の外国籍選手をローテーションで起用していたが、当時のチャンピオンズリーグの規定で3人までしか出場が認められず、ラウドルップはメンバー外に、またリーグ戦でも余り起用されなかったフリオ・サリナスもメンバー外となった。
前半22分、デヤン・サビチェビッチのパスが相手DFに当たってゴール前に流れ、これをゴール前に詰めていたダニエレ・マッサーロがスライディングシュートで先制点を奪う。前半終了間際、左サイドでアルベルト・フェレールを抜き去ったロベルト・ドナドーニのパスをマッサーロがゴール左隅に決めて2点目を奪った。後半に入り、47分にサビチェビッチがミゲル・アンヘル・ナダルからボールを奪い、アンドニ・スビサレッタの意表を突いたループシュートで3点目を奪った。59分にはデメトリオ・アルベルティーニのパスから マルセル・デサイーがコースを狙ったシュートで4点目を奪った。バルセロナはロマーリオとストイチコフにボールが繋がらず、殆どチャンスらしいチャンスが無いまま試合が終了した。ファビオ・カペッロは試合後、ラウドルップが不在で助かったと話した。終わってみればクライフが作り上げ、ドリームチームと呼ばれたバルセロナの終焉を予感させる試合となった。この試合を最後にこれまでバルセロナの中核を担ってきたラウドルップ、スビサレッタ、ゴイコエチェア、サリナスらがチームを去った。

### 詳細
| ミラン                                                          | 4 - 0 | バルセロナ |
| --------------------------------------------------------------- | ----- | ---------- |
| - マッサーロ 22分, 45+2分 - サビチェビッチ 47分 - デサイー 58分 |       |            |

| ミラン | バルセロナ |

| GK                 | 1  | セバスティアーノ・ロッシ          |  |      |
| RB                 | 2  | マウロ・タソッティ 35分           |  |      |
| LB                 | 3  | クリスティアン・パヌッチ 88分     |  |      |
| CM                 | 4  | デメトリオ・アルベルティーニ 53分 |  |      |
| CB                 | 5  | フィリッポ・ガッリ                |  |      |
| CB                 | 6  | パオロ・マルディーニ              |  | 83分 |
| LM                 | 7  | ロベルト・ドナドーニ              |  |      |
| AM                 | 8  | マルセル・デサイー                |  |      |
| RM                 | 9  | ズボニミール・ボバン              |  |      |
| CF                 | 10 | デヤン・サビチェビッチ            |  |      |
| CF                 | 11 | ダニエレ・マッサーロ 45分         |  |      |
| 控え               |    |                                   |  |      |
| GK                 | 12 | マリオ・イエルポ                  |  |      |
| DF                 | 13 | ステファーノ・ナヴァ              |  | 83分 |
| MF                 | 14 | アンジェロ・カルボーネ            |  |      |
| MF                 | 15 | ジャンルイジ・レンティーニ        |  |      |
| FW                 | 16 | マルコ・シモーネ                  |  |      |
| 監督               |    |                                   |  |      |
| ファビオ・カペッロ |    |                                   |  |      |

|                  |    |                                      |      |      |
|                  |    |                                      |      |      |
| GK               | 1  | アンドニ・スビサレッタ               |      |      |
| RB               | 2  | アルベルト・フェレール               | 58分 |      |
| CM               | 3  | ジョゼップ・グアルディオラ           |      |      |
| CB               | 4  | ロナルド・クーマン                   |      |      |
| CB               | 5  | ミゲル・アンヘル・ナダル             | 54分 |      |
| CM               | 6  | ホセ・マリア・バケーロ               | 48分 |      |
| LB               | 7  | セルジ・バルフアン                   | 55分 | 71分 |
| RW               | 8  | フリスト・ストイチコフ               | 24分 |      |
| CM               | 9  | ギジェルモ・アモール                 |      |      |
| CF               | 10 | ロマーリオ                           |      |      |
| LW               | 11 | チキ・ベギリスタイン                 |      | 51分 |
| Substitutes:     |    |                                      |      |      |
| DF               | 12 | フアン・カルロス・ロドリゲス・モレノ |      |      |
| GK               | 13 | カルレス・ブスケツ                   |      |      |
| MF               | 14 | エウセビオ・サクリスタン・メナ       |      | 51分 |
| MF               | 15 | ヨン・アンドニ・ゴイコエチェア       |      |      |
| MF               | 16 | キケ・エステバランス                 |      | 71分 |
| 監督             |    |                                      |      |      |
| ヨハン・クライフ |    |                                      |      |      |

## 日本におけるテレビ中継
この年まで生中継は無く、テレビ東京で深夜放送されていたダイナミックサッカーでダイジェストが放送された。